# Andrea Smith
Andrea Smith est une auteur-compositeur-interprète canadienne qui est née et qui a grandi dans les régions de Kamloops et de Shuswap, dans le centre de la Colombie-Britannique. Elle vit maintenant à Nanaimo, Colombie-Britannique. La musique a toujours fait partie de la vie de Andrea. Dès l'âge de 5 ans, elle a commencé sa formation au piano puis, par la suite, à la flûte, le saxophone alto et la guitare.
Elle a depuis commencé à écrire et composer son propre matériel et à se produire dans un style folk rock et country. Ses influences musicales vont de Santana à Coltrane, de Clapton à Fitzgerald et si le style de voix peut rappeler celles de Rikki Lee et Norah Jones, Bonnie Raitt et Sheryl Crow, ses performances valent vraiment la peine d'être entendues et sont une expérience musicale.
En juin 2001, elle a été sélectionnée au Yamaha Award of Excellence at the British Colombia Festival of the Arts. En juin 2005, Andrea a pris la première place au Shuswap Lake International Writers Festival Songwriting Competition, en Colombie-Britannique.
De retour d'une tournée en Europe, elle a été emballée d'apprendre qu'elle avait été sélectionnée pour cinq 2007 Vancouver Island Music Awards et vient justement de gagner le 2007 Female Songwriter of the Year. Andrea est maintenant l'objet d'un intérêt et d'une reconnaissance internationale, pas seulement pour le texte de ses chansons, mais aussi pour sa capacité de rendre habilement et professionnellement son matériel en spectacle.
Son premier disque compact, "Sweet Embrace", met en vedette des noms tels Miles Black, Pat Coleman, Pat Steward, Phil Dwyer, Ken Lister, Dave Gogo, Todd Sacerty et Rick Salt. Avec une telle galaxie d'étoiles pour l'appuyer dans sa démarche, ce n'est pas une surprise qu'Andrea Smith reçoive un tel accueil si positif des critiques régionales, provinciale et internationale.
Andrea a signé avec Root Cellar Records, une étiquette de l'île de Vancouver, Colombie-Britannique. De par Root Cellar Records, elle est maintenant distribuée à la grandeur du territoire canadien et aussi, depuis peu, en Allemagne et au Japon.

## Discographie
- Sweet Embrace (2006)